# Schlössli Sinneringen

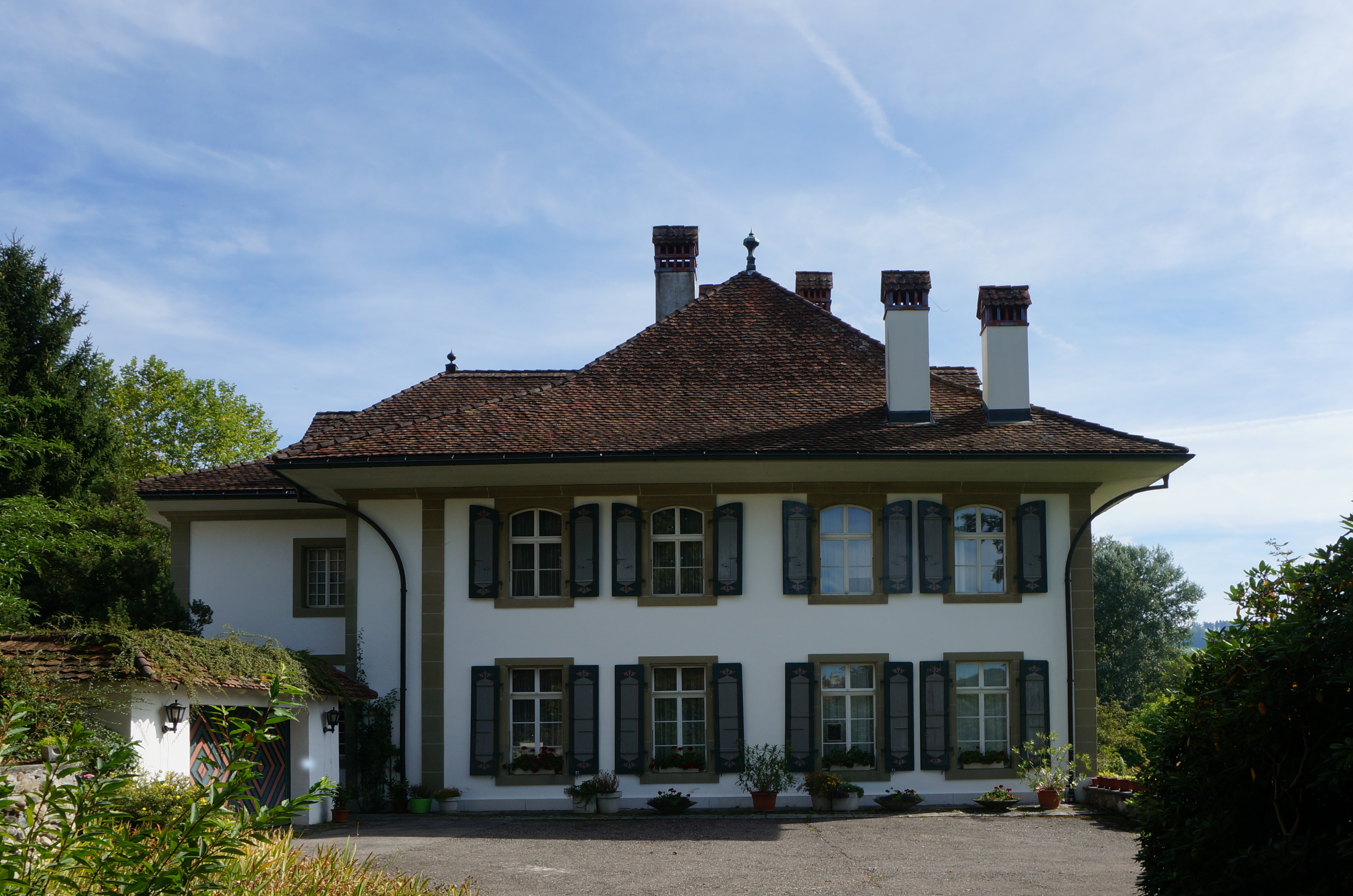
Schlössli Sinneringen

Das Schlössli Sinneringen ist ein 1729 erbauter Landsitz in der Gemeinde Vechigen im Kanton Bern.
Das Schlössli Sinneringen wurde 1729 für Hans Rudolf von Diesbach (1688–1750), Oberst in sardinischen Diensten und Landvogt zu Romainmôtier, erbaut. Diesbach verkaufte die Campagne 1748 an seinen Neffen Niklaus von Diesbach (1722–1782); dieser wiederum verkaufte Sinneringen 1775 an seinen Sohn Niklaus von Diesbach (1747–1831). Bei seinem Konkurs 1800 ging die Besitzung an Johann Karl von Bonstetten (1761–1838). Der Offizier und Maler August von Bonstetten vererbte seinen Anteil an Sinneringen an seinen Neffen und seine Nichte, die das Gut 1889 verkauften. Der Diplomat Ulrich Walther Maximilian von Bonstetten erwarb Sinneringen 1922 und veräusserte es 1925 an die Familie Lüthi.

## Archive
- Urbar des Gutes Sinneringen, 17. Jh.–18. Jh., FA von Bonstetten 43 im Katalog der Burgerbibliothek Bern
- Streubestände in der Burgerbibliothek Bern